# Fresnoy-en-Thelle
Fresnoy-en-Thelle  es una población y comuna francesa, en la región de Picardía, departamento de Oise, en el distrito de Senlis y cantones de cantón de Neuilly-en-Thelle.

## Demografía
| 246 | 260 | 400 | 724 | 828 | 818 | 921 | 937 |
| Para los censos de 1962 a 1999 la población legal corresponde a la población sin duplicidades (Fuente: INSEE [Consultar]) |     |     |     |     |     |     |     |